# Savon à barbe

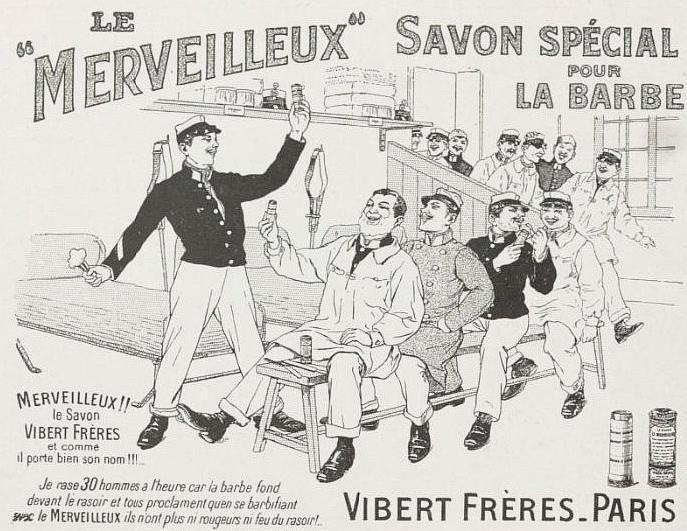
Savon à barbe, publicité de 1906.

Le savon à barbe est un savon destiné à être appliqué sur un visage à l'aide d'un blaireau afin de le raser. Sa formule permet de le faire mousser au contact du blaireau humide. Bien que la mousse à raser l'ait remplacé auprès de nombreux utilisateurs, on en trouve encore de nombreux types à base de différentes huiles (d'olive, de chanvre…).

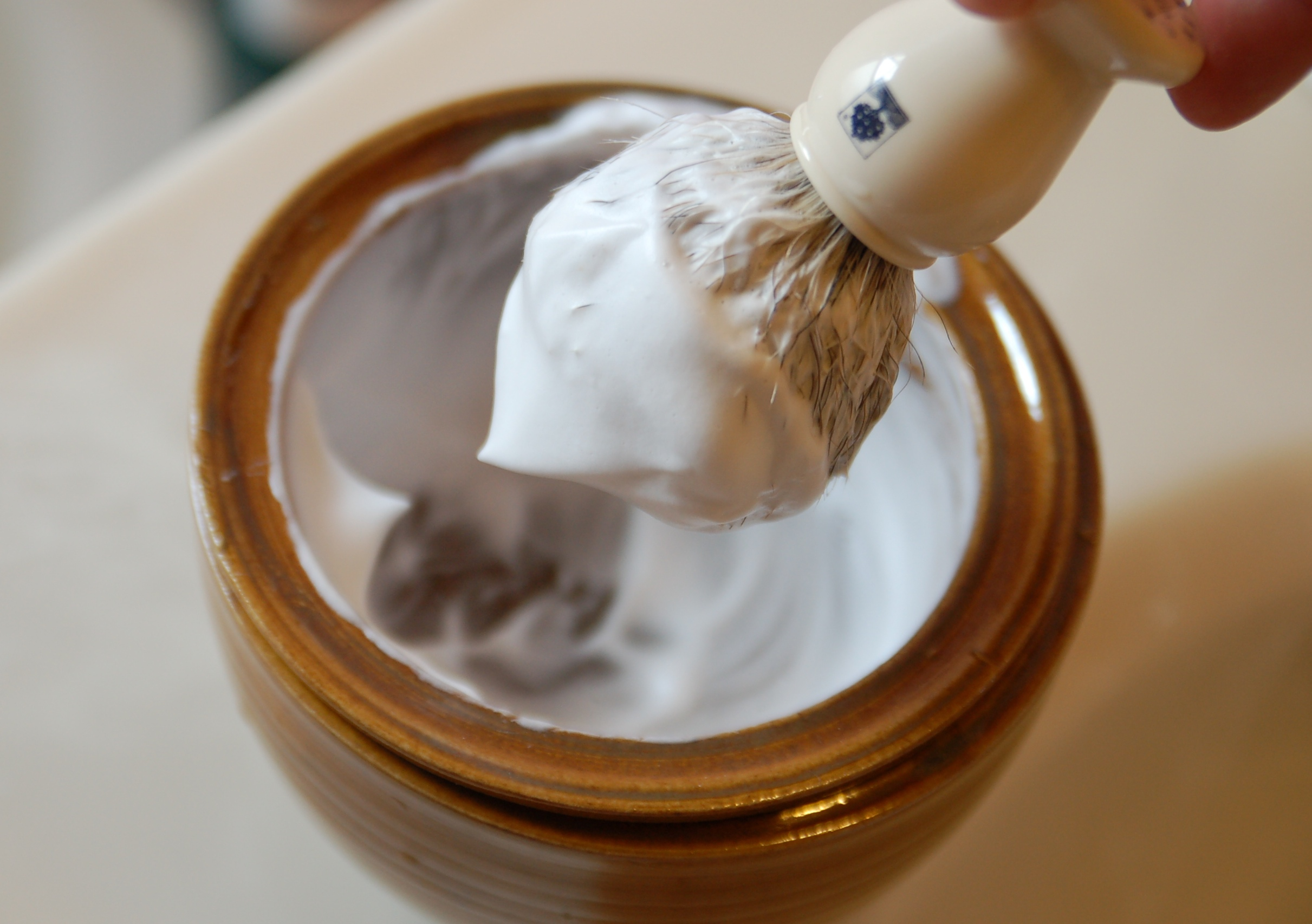
Bol de savon à barbe.

Les principales raisons qui poussent les utilisateurs de savon à barbe à le préférer à la mousse à raser sont :
- le confort : il existe des savons adaptés à différents types de peau, notamment les plus sensibles ;
- le prix : à l'usage il est bien meilleur marché que la mousse à raser ;
- l'écologie : il existe des savons vendus avec un minimum d'emballage, ce qui produit donc très peu de déchets, par opposition aux bombes de mousse à raser industrielles.
- les aéroports interdisent les mousses à raser de plus de 100 mL dans les bagages à mains.

Le savon à barbe est traditionnellement associé au sabre, mais il est possible de l'utiliser avec tout type de rasoir.